# Myasishchev M-50
Myasishchev M-50 (tên ký hiệu NATO Bounder) là một nguyên mẫu máy bay ném bom chiến lược siêu âm, trang bị 4 động cơ của Liên Xô. Chỉ có một nguyên mẫu duy nhất được chế tạo, bay lần đầu vào năm 1959. M-50 được chế tạo bởi phòng thiết kế Myasishchev.

## Thông số kỹ thuật (M-50A)

### Đặc điểm riêng
- Tổ lái: 2
- Sức chứa:
- Chiều dài: 57.48 m (188 ft 6 in)
- Sải cánh: 35.10 m (115 ft 2 in)
- Chiều cao: 8.25 m (27 ft 1 in)

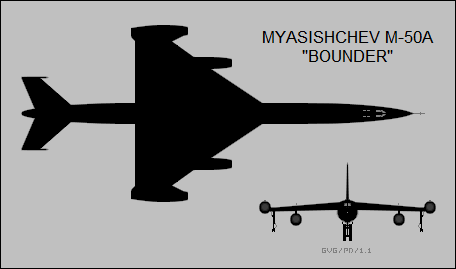
M-50

- Diện tích cánh: 290.6 m² (3,128 ft²)
- Trọng lượng rỗng: 85,000 kg (187,000 lb)
- Trọng lượng cất cánh: 175,000 kg (386,000 lb)
- Trọng lượng cất cánh tối đa: 200,000 kg (440,000 lb)
- Động cơ: 4× động cơ phản lực Soloviev D-15 cung cấp lực đẩy 13000 kg (28,860 lb)

### Hiệu suất bay
- Vận tốc cực đại: 1,950 km/h (1,212 mph)
- Vận tốc hành trình: 1,500 km/h (930 mph)
- Tầm bay: 7,400 km (4,600 mi)
- Trần bay: 16,500 m (54,100 ft)
- Vận tốc lên cao:
- Lực nâng của cánh: 602 kg/m² (123 lb/ft²)
- Lực đẩy/trọng lượng: 0.29

### Vũ khí
- 30.000 kg (66000 lb) bom hoặc tên lửa trong khoang vũ khí

### Máy bay có tính năng tương đương
- B-58 Hustler